# Panorama Guizhou International Women
La Panorama Guizhou International Women's Road Cycling Race est une course cycliste féminine par équipes qui se tient en Chine. Elle est créée en 2018 et figure au UCI en catégorie 2.2.

## Palmarès
| Année | Vainqueur        | Deuxième    | Troisième     |
| ----- | ---------------- | ----------- | ------------- |
| 2018  | Sheyla Gutiérrez | Daniela Gaß | Hanna Tserakh |